# Визовая политика Кабо-Верде
Визовая политика Кабо-Верде находится в управлении Министерства иностранных дел Кабо-Верде, для въезда на территорию Кабо-Верде граждане большинства государств должны заблаговременно получить визу для въезда в посольстве или консульстве Кабо-Верде или лично по прибытии в любой из международных аэропортов. Но гражданам определённых стран виза для въезда в Кабо-Верде не требуется.

## Страны, имеющие безвизовый режим с Кабо-Верде

Визовая политика Кабо-Верде: Красный — Кабо-Верде, синий — виза не требуется для въезда в Кабо-Верде, жёлтый — виза выдаётся по прибытии, серый — требуется виза

Гражданам следующих 61 стран и территорий не требуется виза для въезда в Кабо-Верде (они должны зарегистрироваться онлайн, предпочтительно за пять дней до прибытия, а также оплатить сбор за безопасность в аэропорту онлайн или по прибытии), но они имеют право находиться на территории Кабо-Верде не более 90, 60 или 30 дней:

### 90 дней
- Ангола
- Бенин
- Буркина-Фасо
- Гамбия
- Гана
- Гвинея
- Гвинея-Бисау
- Гонконг
- Кот-д’Ивуар
- Либерия
- Мавритания
- Макао
- Мали
- Мозамбик
- Нигер
- Нигерия
- Сенегал
- Сьерра-Леоне
- Того

### 60 дней
- Россия[3]

### 30 дней
- Андорра
- Бразилия[4]
- Ватикан
- Великобритания[4]
- Восточный Тимор[5]
- Исландия
- Канада
- Лихтенштейн
- Монако
- Норвегия
- Сан-Марино
- Сингапур
- США[4]
- Швейцария

Также на 30 дней разрешён въезд гражданам стран Европейского союза.
Виза не требуется владельцам дипломатических или служебных паспортов.
Бывшим гражданам Кабо-Верде, их супругам и детям виза не требуется.

## Виза по прибытии
Посетители из всех других стран, кроме Марокко, могут получить визу по прибытии в международные аэропорты на островах Сал, Боа-Вишта, Сан-Висенти или Сантьяго.